# Grappe de Cyrano
La Grappe de Cyrano ("Raïm de Cyrano" en francès) és una prova d'enduro de dos dies de durada que se celebra anualment des del 1988 a la Dordonya, Occitània. La cursa es disputa tradicionalment al mes d'abril o maig i atrau centenars de participants. El guanyador obté com a premi el seu pes en vi.

## Història
Creada el 1987, la Grappe de Cyrano va celebrar la seva primera edició el 1988. Al llarg dels anys ha anat prenent noms diferents: entre el 2005 i el 2009 va tenir el de Grappe Lazer; del 2010 al 2012 es va dir Grappe Dafy Moto; el 2013, Grappe Kreapixel i des del 2019, Grappe Outsiders.

### Darreres edicions
A la 26a edició, celebrada els dies 30 i 31 de març del 2013, el recorregut anava de Bergerac a Montinhac (anada i tornada). Els 624 pilots presents a la sortida havien de fer deu especials cronometrades en dos dies i, per acabar, els 50 millors s'havien d'enfrontar en una final especial a Bergerac.
L'edició del 2014, celebrada del 19 al 20 d'abril, va aplegar 535 pilots, 423 dels quals van acabar la cursa. El 2015, la prova es va celebrar els dies 9 i 10 de maig; constava de vuit especials i tots dos dies calia completar un recorregut que començava i acabava a Las Eisiás, passant per Montinhac dissabte i per La Linda diumenge. Dels 638 competidors que van prendre la sortida, 616 van acabar, 546 dels quals van superar les vuit etapes.
El 2017, la sortida i l'arribada eren a Las Eisiás, mentre que el 2018 fou a Bergerac. Aquell any hi van participar sis-cents corredors, entre ells cinc campions del món d'enduro, que van haver de desafiar-se en nou especials. Les fortes pluges durant la nit de dissabte a diumenge i les precipitacions encara més altes previstes per al diumenge van obligar els organitzadors a cancel·lar la segona jornada i a proclamar-ne guanyador Julien Gauthier, autor del millor temps de la primera jornada, que d'aquesta manera va superar el doble campió del món júnior Mathias Bellino.
El 2019, la prova es va celebrar a començaments de maig, amb sortida i arribada a Lo Boisson. El guanyador en fou Jérémy Tarroux, que obtingué la seva quarta victòria en aquesta prova per només un segon menys que el campió del món Johnny Aubert. Els anys 2020 i 2021, la "Grappe" no es va convocar a causa de la pandèmia de Covid-19, però el 2022 va tornar (el guanyador en fou Valérian Debaud). El 2023, la 36a edició, amb 600 competidors, va tenir la sortida a Lo Boisson i el guanyador en fou Jérémy Tarroux per cinquena vegada.

## Palmarès

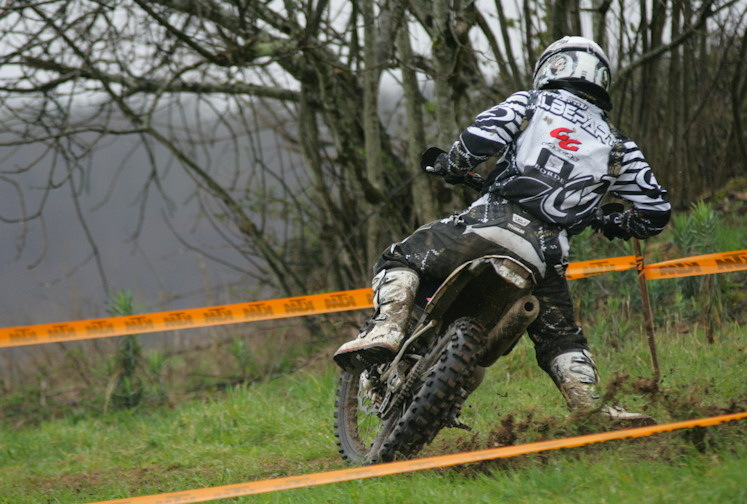
Emmanuel Albepart el dissabte a l'edició del 2010

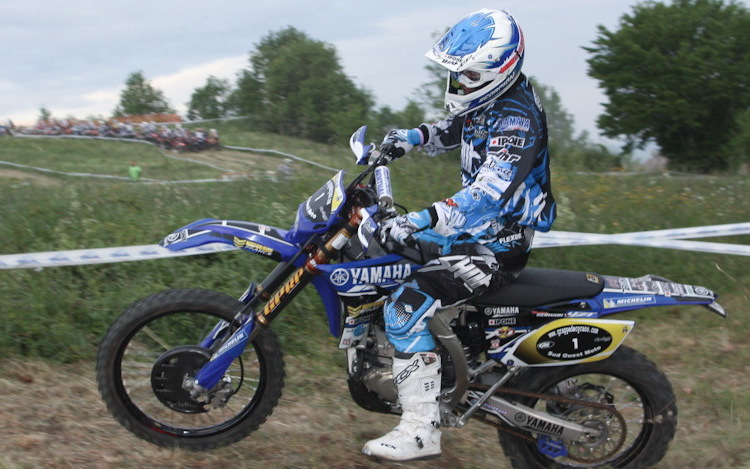
Marc Germain el dissabte a l'edició del 2011

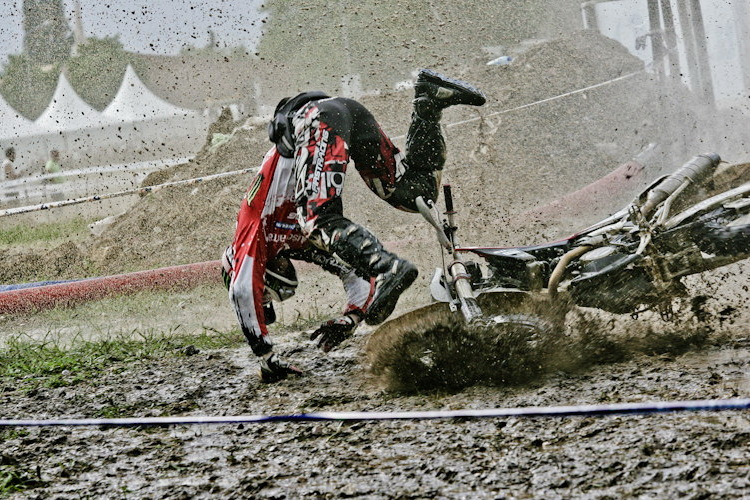
Caiguda de David Frétigné durant la darrera especial de diumenge a l'edició del 2011

Fonts:
A 1 de desembre de 2024
| Edició | Any  | Guanyador               |
| ------ | ---- | ----------------------- |
| I      | 1988 | ?                       |
| II     | 1989 | ?                       |
| III    | 1990 | ?                       |
| IV     | 1991 | Bertrand Bompas         |
| V      | 1992 | Alain Olivier           |
| VI     | 1993 | Pierre Briais           |
| VII    | 1994 | Emmanuel Auzemery       |
| VIII   | 1995 | Laurent Charbonnel      |
| IX     | 1996 | Laurent Charbonnel      |
| X      | 1997 | Laurent Charbonnel      |
| XI     | 1998 | Laurent Charbonnel      |
| XII    | 1999 | Cyril Esquirol          |
| XIII   | 2000 | Stéphane Peterhansel    |
| XIV    | 2001 | Stéphane Peterhansel    |
| XV     | 2002 | Laurent Charbonnel      |
| XVI    | 2003 | David Frétigné          |
| XVII   | 2004 | Jean-Michel Bayle       |
| XVIII  | 2005 | Marc Germain            |
| XIX    | 2006 | Marc Germain            |
| XX     | 2007 | Marc Germain            |
| XXI    | 2008 | Marc Germain            |
| XXII   | 2009 | Mickaël Pichon          |
| XXIII  | 2010 | Marc Germain            |
| XXIIV  | 2011 | Marc Germain            |
| XXV    | 2012 | Jérémy Tarroux          |
| XXVI   | 2013 | Marc Bourgeois          |
| XXVII  | 2014 | Marc Bourgeois          |
| XXVIII | 2015 | Julien Gauthier         |
| XXIX   | 2016 | Jérémy Tarroux          |
| XXX    | 2017 | Jérémy Tarroux          |
| XXXI   | 2018 | Julien Gauthier         |
| XXXII  | 2019 | Jérémy Tarroux          |
| XXXIII | 2020 | No disputada (COVID-19) |
| XXXIV  | 2021 | No disputada (COVID-19) |
| XXXV   | 2022 | Valérian Debaud         |
| XXXVI  | 2023 | Jérémy Tarroux          |
| XXXVII | 2024 | Jérémy Tarroux          |

## Patrocinadors
Alguns esportistes d'alt nivell han patrocinat la prova en alguna ocasió:
- René Metge (2004)
- Joël Jeannot (2005)
- Sébastien Loeb (2007)
- Hubert Auriol (2013)[3]